# RANEPA

Hoofdzetel van RANEPA

RANEPA (Russisch: Российская академия народного хозяйства и государственной службы при Президенте Российской Федерации, РАНХиГС) is de Russische Presidentiële Academie voor Nationale Economie en Overheidsadministratie. Het is het grootste federaal gesubsidieerde hoger onderwijsinstituut met als thuisbasis Moskou.
In 2010 kwam het tot een samenvoeging van ANE, RAPA en twaalf andere regionale burgerserviceacademies. De aldus gevormde Russische Presidentiële Academie werd zo de grootste socio-economische en geesteswetenschappelijke universiteit van Rusland.
De academie bestaat uit 22 faculteiten, heeft 207.000 studenten (2016) en staat onder leiding van rector Vladimir Mau.